# Pērkonkrusts
La Pērkonkrusts (in italiano: Croce di tuono) è stato un partito fascista della Lettonia.

## Ideologia
L'ideologia del Pērkonkrusts è stata variamente classificata dagli studiosi; in generale il partito viene considerato appartenente alla destra radicale oppure fascista  per quanto possa essere in realtà assimilato al nazionalsocialismo, come si evince dall'uso della svastica come simbolo.
Il Pērkonkrusts rifiutò il Cristianesimo in quanto religione straniera adottando invece la Dievturiba, un tentativo di rivitalizzare la religiosità presente nel paese prima della cristianizzazione.

## Storia
Il partito fu fondato nel 1933 col nome di Ugunskrusts (croce di fuoco). Il fondatore e leader del movimento fu Gustavs Celmins. Nel gruppo militò anche Igors Šiškins. Nel 1934 il movimento fu vietato dall'autorità lettone, Celmins venne arrestato e nel 1937 fu costretto all'esilio. Il movimento però si riorganizzò sotto il nome di Pērkonkrusts. Questo nome venne usato dal 1933 al 1944, anno in cui fu sciolto in seguito all'invasione della Lettonia da parte dell'Unione Sovietica. Durante l'occupazione i suoi militanti parteciparono alla resistenza antisovietica coi fratelli della foresta.